# Josef Cink
Josef Cink (29. června 1933 Dolní Heřmanice – 11. února 2011 Červená Voda) byl český esperantista, který se stal autorem několika zpěvníků a učebnice esperanta pro pokročilé. Rovněž autor knihy o obci Červená Voda. Byl středoškolským učitelem.

## Dílo v češtině
- Červená Voda a okolí blízké i vzdálené (Červená Voda, 2008)

## Dílo v esperantu
- Junulara kantareto – 1-a kajero (Mládežnický zpěvník – 1. sešit, 1960)
- Junulara kantareto – 2-a kajero (Mládežnický zpěvník – 2. sešit, 1968)
- Junulara kantareto – 3-a kajero (Mládežnický zpěvník – 3. sešit, 1980)
- Cvičebnice esperanta pro pokročilé (1974)
- Písemný kurs mezinárodního jazyka esperanto (1980, 1989, 1999)
- Lingvaj ludoj kaj enigmoj (Jazykové hry a hádanky, 20 článků v časopise Starto 2/2000 – 1/2005)